# 루차 마시노
루차 마시노(Lucia Mascino, 1977년 1월 27일 ~ )는 이탈리아의 배우이다.